# Курськ-Смоленка
Курськ-Смоле́нка (рос. Курск-Смоленка) — присілок у складі Чебулинського округу Кемеровської області, Росія.

## Населення
Населення — 576 осіб (2010; 581 у 2002).
Національний склад (станом на 2002 рік):
- росіяни — 97 %